# Altenhaus (Bechen)
Altenhaus war ein Wohnplatz in der Gemeinde Bechen. Das Gebiet des Ortsteils befindet sich in Kürten im Rheinisch-Bergischen Kreis. Altenhaus ist nicht wüstgefallen, sondern ist im Kirchdorf Bechen aufgegangen. Heute wird der Name Altenhaus nicht mehr verwendet.

## Lage und Beschreibung
Der Ort lag östlich der heutigen Bundesstraße 506 zwischen Bechen und Pohl.

## Geschichte
Der Ort ist auf der Topographischen Aufnahme der Rheinlande von 1824 und der Preußischen Uraufnahme als Althaus und auf der Preußischen Uraufnahme von 1840 als Altenhaus verzeichnet. 
1822 lebten 48 Menschen im als Hof kategorisierten und (Alten-)Haus bezeichneten Ort. 1830 wurde der Ort mit Altenhaus bezeichnet.